# Jardins de Pinjore
Les jardins de Pinjore (aussi appelés comme jardins de Yadavindra) sont situés à Pinjore (en), dans le district de Panchkula, dans l'État indien de Haryana.
C'est un exemple remarquable de jardin moghol, agrémentés de plusieurs palais et temples remarquables. Le complexe date du XVIIIe siècle et a été construit par la dynastie Patiala.

## Emplacement
Le jardin se trouve dans le village de Pinjore, à 22 km de Chandigarh sur la route entre Ambala et Shimla. Pinjore, où se trouve le complexe de temples Bhima Devi, est accessible par la route, mais aussi par chemin de fer et par avion de tout le pays. Il est bien relié à Chandigarh, qui est la capitale de l'Haryana et du Pendjab. 
Les jardins se situent à cinq kilomètres de Kalka, sur la route de Shimla.

## Histoire
Les jardins furent créés au XVIIe siècle par l'architecte Nawab Fidai Khan durant le début du règne de son frère adoptif Aurangzeb, qui régna entre 1658 et 1707. Ils furent renommés récemment "jardins de Yadavindra" en mémoire du maharaja Yadavindra Singh, de l'ancien État princier de Patiala.
Le jardin fut rénové par Yadevendra Singh plus tard, car il avait été abandonné pendant de longues années et une jungle sauvage y avait poussé.

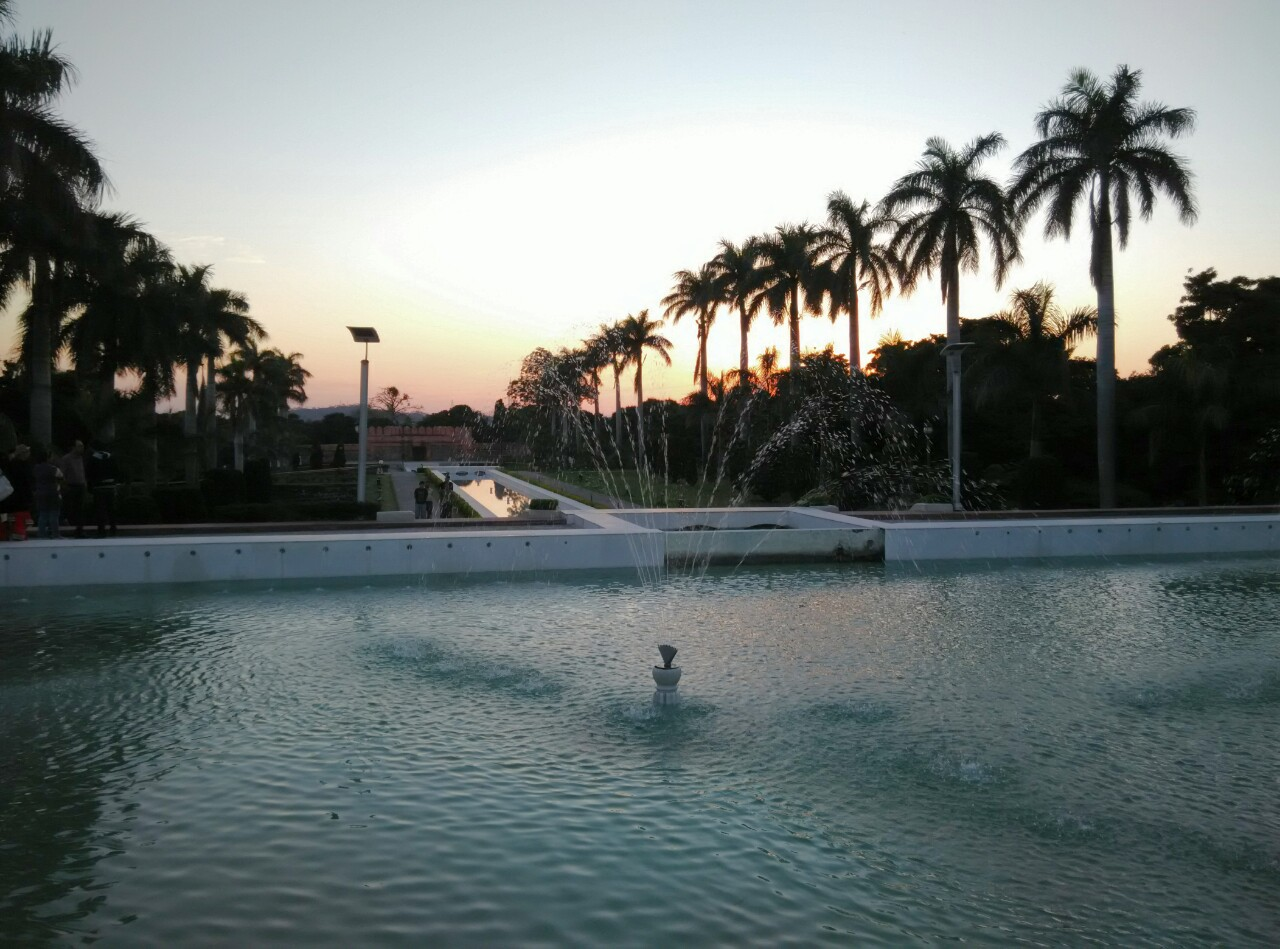
Les jardins moghol de Yadvindra à Pinjore.

C. M. de Villiers-Stuart, épouse d'un officier de l'armée coloniale britannique qui a résidé à proximité de ces jardins pour un temps, en a fait une description dans son livre sur "Gardens of the Great Mughals" (1913). Elle écrit : 

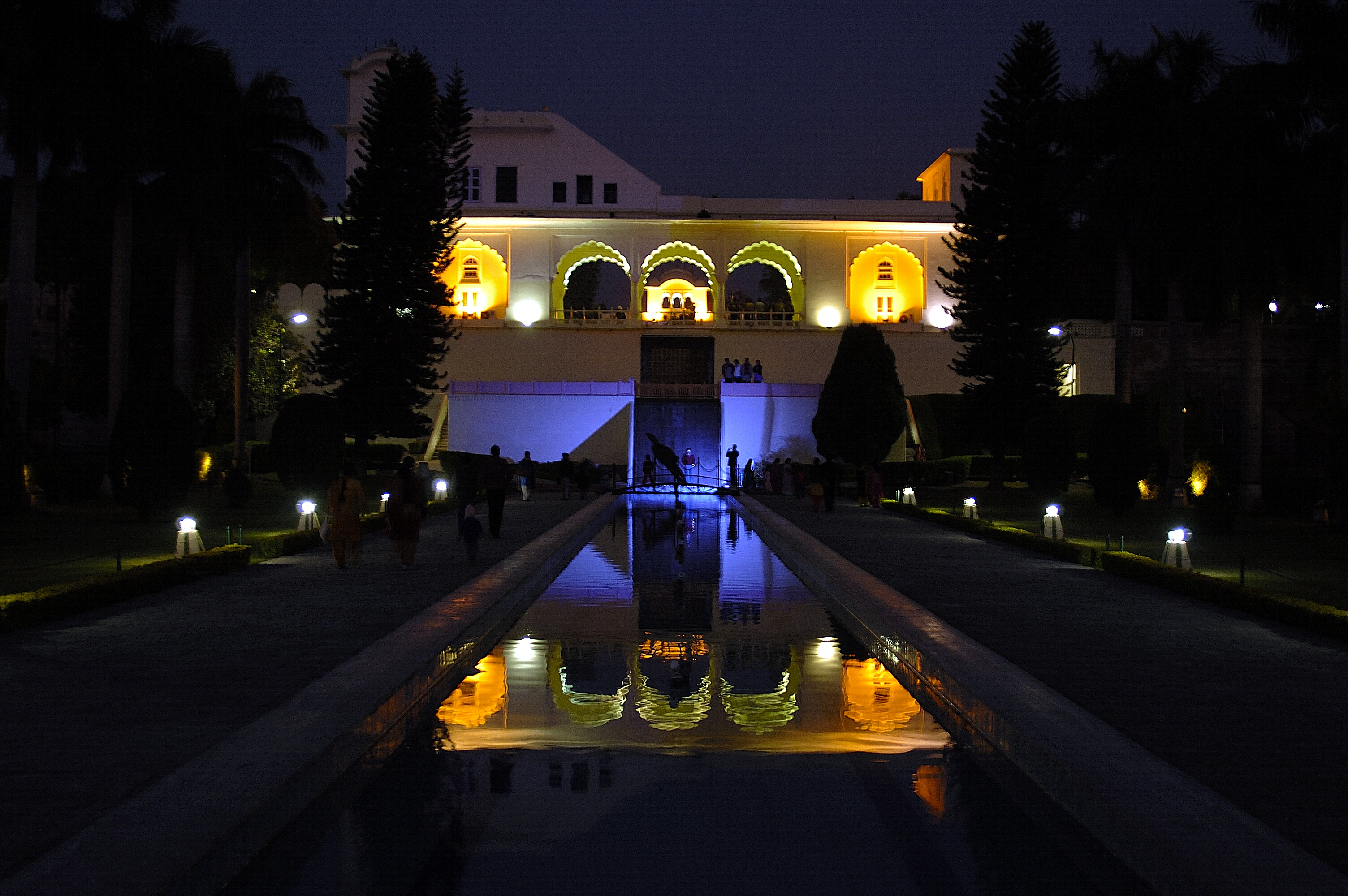
Les jardins de nuit.

"Une étrange histoire survit encore : comment, quand le travail fut terminé et que Fadai vient y passer son premier été, sa jouissance du jardin et de ses beautés fut de courte durée ; car les Rajas l'eurent rapidement effrayé. 
Dans les districts aux alentours de Pinjore et tout le long des racines de l'Himalaya, il était très rare de trouver des cas de goitre ; ces pauvres gens étaient recueillis par les brahmanes, et employés comme les autres habitants de l'endroit. Tous les jardiniers de Pinjore souffraient de goitre ; tous les serviteurs aussi [...]. 
Les dames du harem étaient naturellement horrifiées, elles qui n'avaient déjà pas apprécié d'arriver dans cette jungle. Une pauvre coolie, voulant leur jouer un mauvais tour, leur expliqua comment l'air et l'eau de Pinjore causaient cette maladie, et qu'on ne pouvait survivre longtemps. Ce fut la panique, les dames demandant d'être évacuées au plus vite. Finalement, Fadai Khan dut céder et emmena ses femmes dans un autre endroit moins effrayant. 

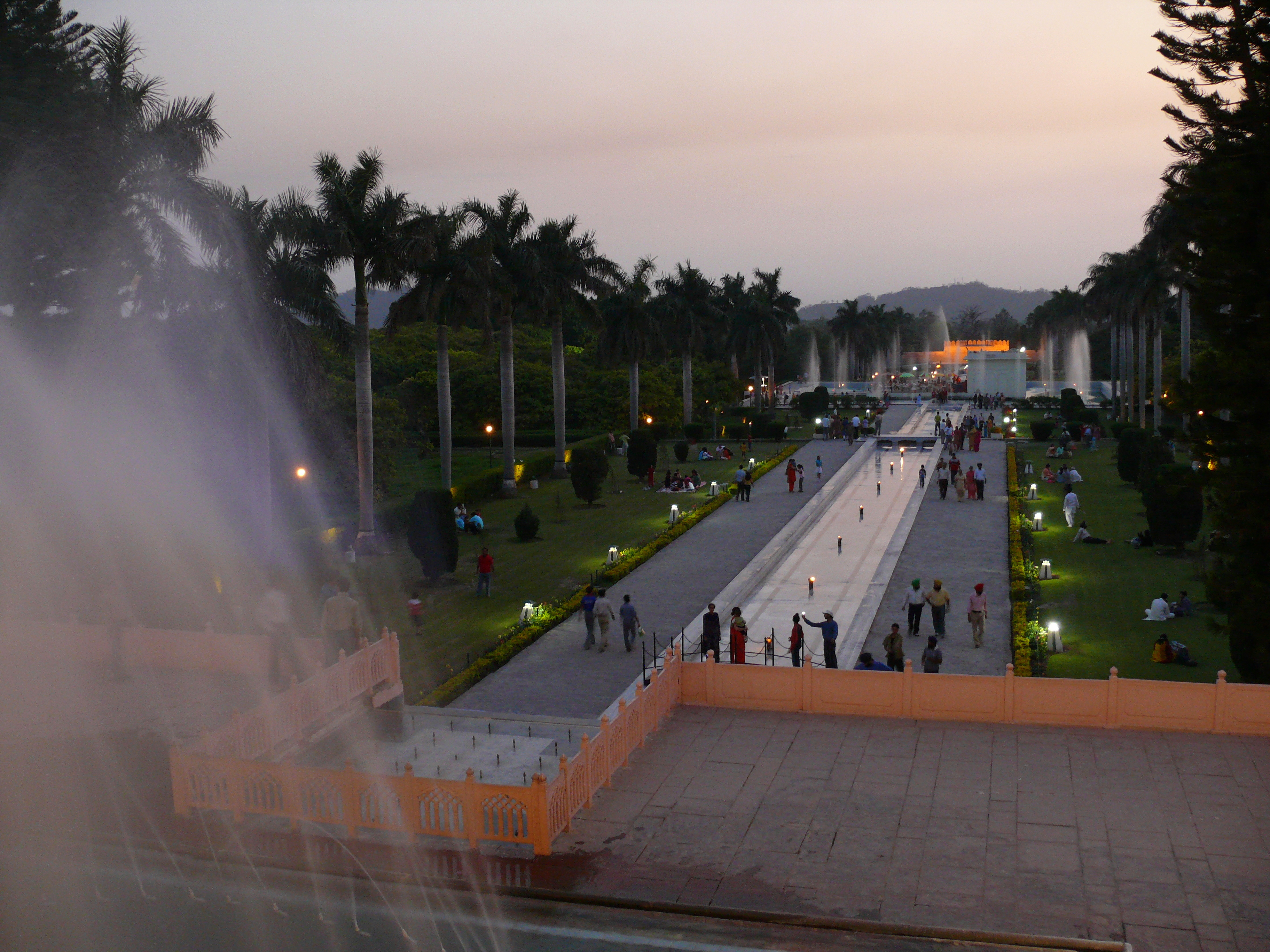
Jardins moghol de Pinjore.

Fadai Khan, déçu de cette tromperie, revint rarement dans ses beaux jardins, et les Rajas et leurs champs furent laissés en paix."

## Architecture
Les jardins sont répartis sur sept terrasses, la porte principale du jardin s'ouvre de la plus haute terrasse, où se trouve un palais de style moghol-rajasthani appelé “Shish Mahal” (palais de verre), qui est relié au romantique "Hawa Mahal" (palais aéré). La deuxième terrasse, avec ses portes voûtées renferme le "Rang Mahal" (palais peint). La troisième terrasse présente des cyprès et des parterres de fleurs, conduisant à de denses bosquets d'arbres fruitiers. Sur la quatrième terrasse se trouve le "Jal Mahal" (palais d'eau), avec son lit-fontaine carré et une plate-forme pour se détendre. La terrasse suivante présente des fontaines, puis une oliveraie. La plus basse terrasse est aménagée en théâtre de plein air, conçu en forme de disque. 

## Autour des jardins

### Musée des jardins de Pinjore
Le jardin et le complexe de temples proposent un musée en plein air, mis en place par la  direction de l'archéologie et des musées d'État de Haryana 

### Train patrimonial
Un train colonial restauré est exploité pour permettre de circuler rapidement vers tous les monuments et jardins du complexe.

### Zoo de Pinjore
Un zoo jouxte les jardins.

### Festivals des jardins de Pinjore
Plusieurs festivals se déroulent dans les jardins, comme le Pinjore Baisakhi festival en avril et le Pinjore Mango festival de juin à juillet ; ils sont une des principales attractions des jardins.